# Kabupaten Lombok Timur
Kabupaten Lombok Timur är ett kabupaten i Indonesien.   Det ligger i provinsen Nusa Tenggara Barat, i den sydvästra delen av landet, 1 100 km öster om huvudstaden Jakarta. Antalet invånare är 1 105 582. Arean är 1 606 kvadratkilometer. Kabupaten Lombok Timur ligger på ön Lombok Island.
Terrängen i Kabupaten Lombok Timur är bergig åt nordväst, men åt sydost är den kuperad.
Kabupaten Lombok Timur delas in i:
- Desa Penunjak
- Desa Durian
- Kelurahan Leneng
- Kelurahan Praya
- Kelurahan Gerunung
- Desa Lajut
- Desa Kelebuh
- Kelurahan Semayan
- Desa Jurangjaler
- Desa Darmaji
- Desa Beraim
- Kelurahan Jontlak
- Sukamulia District
- Selong District
- Keruak District
- Kelurahan Cakranegara Timur
- Kelurahan Cakranegara Selatan
- Terara District
- Sikur District
- Masbagik District
- Sakra District
- Aikmel District
- Desa Sembalunlawang
- Kelurahan Rembiga
- Desa Sesait
- Pringgabaya District
- Sambelia District

Följande samhällen finns i Kabupaten Lombok Timur:
- Mataram
- Praya